# Big Lake (Missouri)
Big Lake é uma vila localizada no estado americano de Missouri, no Condado de Holt.

## Demografia
Segundo o censo americano de 2000, a sua população era de 127 habitantes. 
Em 2006, foi estimada uma população de 120, um decréscimo de 7 (-5.5%).

## Geografia
De acordo com o United States Census Bureau tem uma área de 
6,9 km², dos quais 4,4 km² cobertos por terra e 2,5 km² cobertos por água. Big Lake localiza-se a aproximadamente 262 m acima do nível do mar.

## Localidades na vizinhança
O diagrama seguinte representa as localidades num raio de 12 km ao redor de Big Lake. 